# Fall Down
Fall Down is een nummer van de Amerikaanse Black Eyed Peas-rapper Will.i.am en zangeres Miley Cyrus uit 2013. Het is de vierde single van Will.i.ams vierde soloalbum Willpower.
Het vrolijke, dansbare nummer werd een klein hitje in Noord-Amerika en West-Europa. In de Amerikaanse Billboard Hot 100 had het nummer echter niet zoveel succes, daar haalde het de 58e positie. Ook in het Nederlandse taalgebied werd "Fall Down" geen grote hit. In Nederland haalde het nummer de 8e positie in de Tipparade, en in Vlaanderen haalde het de 52e positie in de Tipparade.